# 西滩乡 (门源回族自治县)
西滩乡，是中国青海省海北藏族自治州门源回族自治县下辖的一个乡镇级行政单位。

## 行政区划
西滩乡共辖以下地区：
东马场村、边麻掌村、宝积湾村、东山村、老龙湾村、纳隆村、上西滩村、下西滩村、西马场村、崖头村。